# Vytautas Grubliauskas
Vytautas Grubliauskas (* 1. prosince 1956 v Klaipėdě) je litevský politik, veřejný činitel, jazzový virtuos, estrádní hudebník, v současnosti starosta Klaipėdy.

## Životopis
Jeho otec Boleslovas Grubliauskas (1926–1997) po celý život až do penze pracoval jako řidič autobusu městské hromadné dopravy v Klaipėdě. Jeho matka Augustina Grubliauskienė (1928–1986) po celý život až do penze pracovala jako vedoucí skladu Veřejné knihovny v Klaipėdě. Vytautas Grubliauskas školní docházku ukončil v roce 1975 na 4. střední škole v Klaipėdě. Po dobu školní docházky 7 let zpíval v chlapeckém chóru „Gintarėlis“ a několik let navštěvoval 2. dětskou hudební školu v Klaipėdě.
V roce 1980 absolvoval Klaipėdskou fakultu Litevské státní konzevatoře (dnes Litevská akademie hudby a divadla) a získal kvalifikaci v oborech vedoucí estrádního orchestru a estrádní sólista. V roce 1983 na festivalu „Baltijos jaunystė–83" (Mládí Baltu 83) byl vyhodnocen jako nejlepší hráč na dechový nástroj.
Od roku 1993 byl vedoucím katedry Estrádní hudby, od roku 1994 organizátorem mezinárodních klaipėdských Hradních jazzových festivalů a po mnoho posledních let byl i spoluorganizátorem každoročního klaipėdského Svátku moře. V roce 1996 založil Klaipėdský jazzklub a stal se jeho prezidentem. Od roku 2001 je členem Rotary klubu.

## Politická činnost
V letech 2004–2011 byl členem Litevského Seimu a v roce 2011 se stal starostou Klaipėdy.